# Hemisemidalis longipennis
Hemisemidalis longipennis is een insect uit de familie van de dwerggaasvliegen (Coniopterygidae), die tot de orde netvleugeligen (Neuroptera) behoort. 
De wetenschappelijke naam Hemisemidalis longipennis is voor het eerst geldig gepubliceerd door Tjeder in 1957.